# Ancylotrypa pusilla
Ancylotrypa pusilla là một loài nhện trong họ Cyrtaucheniidae. Loài này phân bố ờ Nam Phi.